# Orden del Santo Apóstol Andrés el Primero Llamado
La Orden del Santo Apóstol Andrés el Primero Llamado (en ruso: Орден Святого апостола Андрея Первозванного) es la más alta orden de las que actualmente concede la Federación de Rusia, fue reinstaurada el 1 de julio de 1998 por Decreto del Presidente de la Federación de Rusia N.º 757 «Sobre la restauración de la Orden del Santo Apóstol Andrés el Primero Llamado», restituyendo así la antigua orden imperial creada en 1698 por Pedro el Grande.

## Estatuto
La orden fue restaurada por medio del decreto N.º 757 del Presidente de la Federación de Rusia, Boris Yeltsin, del 1 de julio de 1998. El estatuto fue posteriormente enmendado por el Decreto del Presidente de la Federación de Rusia del 7 de septiembre de 2010 N.º 1099 «Sobre medidas para mejorar el sistema de premios estatales de la Federación de Rusia», y nuevamente modificado por el decreto N.º 665 del 19 de noviembre de 2021 «Sobre algunas medidas para mejorar el sistema de premios estatales de la Federación de Rusia».
De acuerdo con el estatuto de concesión de la orden, esta se otorga a destacados estadistas y personalidades públicas, jefes militares, destacados representantes de la ciencia, la cultura, el arte y diversos sectores de la economía por servicios excepcionales que contribuyan a la prosperidad, grandeza y gloria de Rusia, asegurando su seguridad nacional y soberanía. También puede otorgarse a jefes (líderes) de estados extranjeros por servicios sobresalientes a la Federación de Rusia.
La insignia de la orden se lleva en la cadena o en la banda. Si se lleva en la banda de la espalda, esta debe pasar por el hombro derecho.
La estrella se lleva en el lado izquierdo del pecho y, en presencia de otras órdenes o medallas de la Federación de Rusia, se coloca inmediatamente antes que todas ellas. El uso de la insignia en la cadena se lleva, por regla general, en ocasiones especialmente solemnes o si ya se posee la Orden de San Jorge de 1.er grado.
A los distinguidos en operaciones militares se les otorga la insignia y la estrella de la orden con espadas. Cuando se lleva la estrella de la orden en forma de roseta, se ubica en el lado izquierdo del pecho por encima de otras estrellas en forma de roseta.

## Descripción
La Orden del Santo Apóstol Andrés el Primero Llamado se compone de cuatro elementosː una insignia, una estrella, una banda y un collar.
La insignia es una cruz oblicua de plata y dorada, recubierta de esmalte azul, con la imagen del Santo Apóstol Andrés crucificado. En los extremos de la cruz están las letras doradas S, A, P, R (Sanctus Andreas Patronus Russiae - San Andrés Patrón de Rusia). La cruz está superpuesta a una figura dorada en relieve de un águila bicéfala coronada con tres coronas conectadas por una cinta cubierta con esmalte azul y que sostiene los extremos inferiores de la cruz con sus patas. En el reverso de la insignia, en el pecho del águila, hay una cinta cubierta con esmalte blanco.  En esta cinta, en letras rectas esmaltadas en negro, está escrito el lema de la orden: «Por la Fe y la Lealtad», debajo de la cinta está el número de serie de la insignia. Está unida a la faja con un ojal en el reverso de la corona central. La altura del letrero es de 86 mm y el ancho es de 60 mm.
La banda es de seda muaré de color azul y de 100 mm de ancho.
La estrella es plateada, de ocho puntas. En el centro, en un medallón redondo revestido de esmalte rojo, hay una imagen dorada en relieve de un águila bicéfala coronada con tres coronas; en el cofre del águila hay una imagen de la cruz de San Andrés (oblicua) cubierta con esmalte azul. Alrededor del medallón hay una cenefa recubierta de esmalte azul con ribete dorado. El lema de la orden está escrito en letras doradas rectas en el borde: «Por la fe y la lealtad». En la parte inferior de la cenefa hay una imagen de dos ramas de laurel cruzadas, recubiertas de esmalte verde y atadas con una cinta dorada. La distancia entre los extremos de los rayos opuestos de la estrella es de 82 mm. En el reverso de la estrella, en la parte inferior, se encuentra el número de serie. La estrella se sujeta a la ropa con un alfiler.
La cadena consta de diecisiete eslabones alternos de tres tipos:
- Una imagen dorada del Emblema del Estado de la Federación de Rusia en forma de águila bicéfala con un escudo redondo en el centro en el que se puede observar un jinete hecho con esmaltes de colores que mata a un dragón con una lanza; rematado con una corona y enmarcado por un cartucho con accesorios militares;
- Un cartucho cubierto con esmalte azul, en el centro del cual se coloca el monograma dorado de Pedro I; un rosetón bañado en oro en forma de resplandor con un medallón cubierto de esmalte rojo.

- Una cruz azul de San Andrés (oblicua) pasa por el centro de la roseta, entre cuyos extremos se colocan las letras S, A, P, R (Sanctus Andreas Patronus Russiae - San Andrés Patrón de Rusia).

Los eslabones de la cadena están conectados por anillos. La cadena está hecha de plata dorada con esmaltes calientes.
Para aquellos otorgados por distinción en operaciones de combate, se adjuntan dos espadas doradas cruzadas a la insignia y la estrella de la orden. En la insignia, están ubicados debajo de la corona central sobre el águila bicéfala. Cada espada mide 47 mm de largo y 3 mm de ancho. En la estrella, se sitúan en los rayos diagonales de la estrella, debajo de su medallón central. Cada espada mide 54 mm de largo y 3 mm de ancho.
|                      |                                                |                      |                                                |
| Estrella de la orden | Insignia, estrella, cadena de la orden y banda | Insignia de la orden | Insignia, estrella, cadena de la orden y banda |